# Sergei Wassiljewitsch Lukjanenko

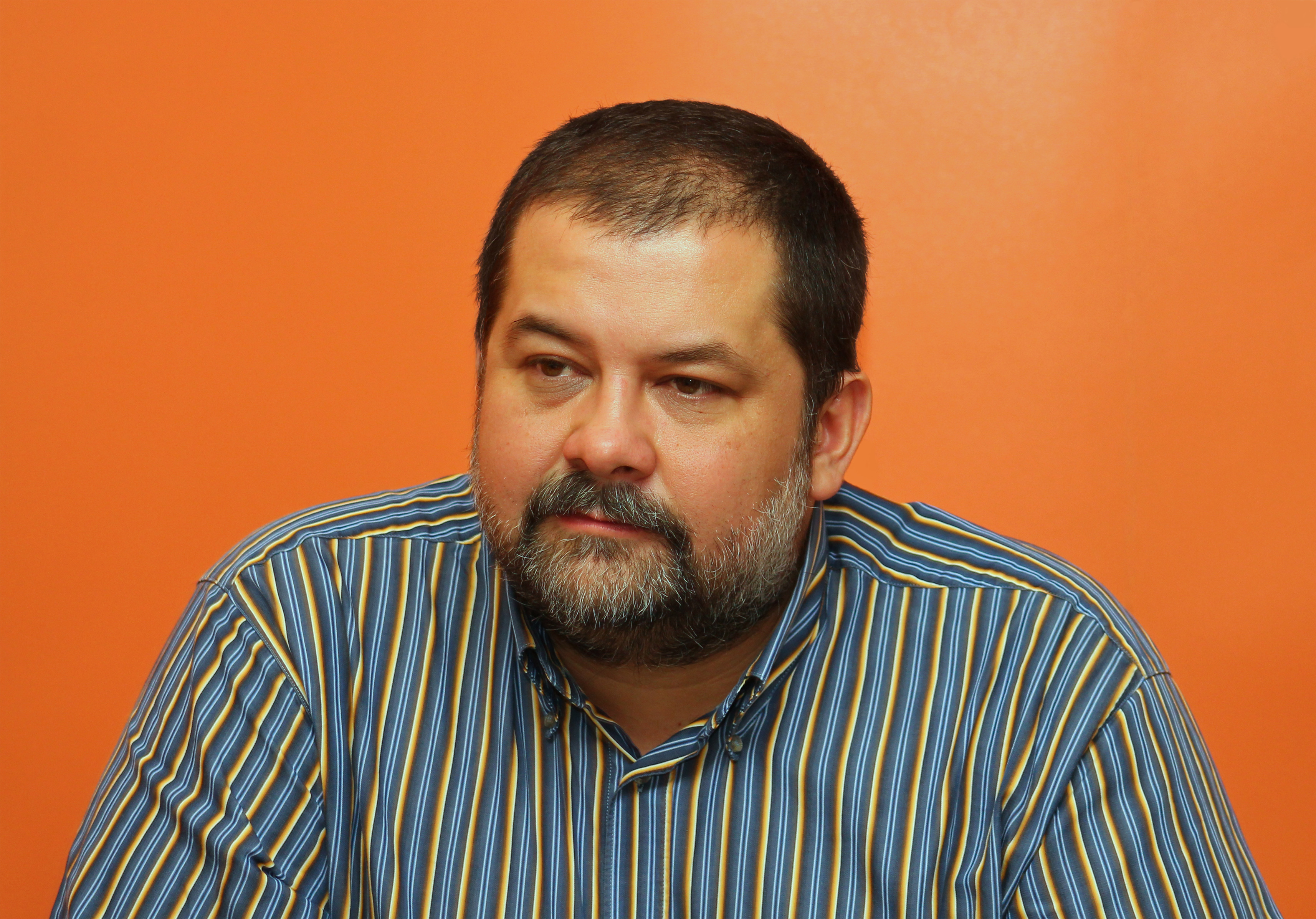
Sergei Lukjanenko (2011)

Sergei Wassiljewitsch Lukjanenko (russisch Сергей Васильевич Лукьяненко, wiss. Transliteration Sergej Vasil'evič Luk'janenko; * 11. April 1968 in Karatau, Kasachische SSR, Sowjetunion) ist der erfolgreichste russische Science-Fiction- und Fantasyautor der Gegenwart.

## Biografie
Lukjanenko studierte Medizin in Alma-Ata und praktizierte lange Zeit als Psychiater. Seine Tätigkeit als Schriftsteller begann Anfang der achtziger Jahre mit der Veröffentlichung von Kurzgeschichten im monatlich erscheinenden „Uralski Sledopyt“ (Уральский следопыт) und bereits wenig später in englischer Sprache im sowjetisch-indischen Monatsmagazin „Sputnik Junior – Junior Quest“. Seine frühen Werke wiesen einen starken Einfluss von Robert A. Heinlein und Wladislaw Krapiwin auf; er etablierte sich recht schnell als professioneller Schriftsteller.
Heute lebt und arbeitet er als freier Autor in Moskau, zusammen mit seiner Ehefrau Sonja.
Ende September 2005 lief Wächter der Nacht – Nochnoi Dozor in den deutschen Kinos an – ein Film, der auf dem ersten seiner Wächter-Romane basiert. Er erreichte in Russland einen Einspielrekord von mehr als 15 Millionen US-Dollar. Im September 2007 startete in Deutschland die Fortsetzung Wächter des Tages – Dnevnoi Dozor, die in Russland über 30 Millionen US-Dollar einspielte und erneut den Einspielergebnisrekord brach.

## Bibliografie

### Wächter-Saga

#### Hauptserie
- Wächter der Nacht (russ. Ночной дозор, 1998), ISBN 3-453-53080-2
- Wächter des Tages (russ. Дневной дозор, 2000), ISBN 3-453-53200-7 (Co-Autor: Wladimir Wassiljew)
- Wächter des Zwielichts (russ. Сумеречный дозор, 2004), ISBN 3-453-53198-1
- Wächter der Ewigkeit (russ. Последний дозор, 2005), ISBN 3-453-52255-9
- Wächter des Morgen (russ. Новый дозор, 2012), ISBN 3-453-31411-5
- Die letzten Wächter (russ. Шестой дозор, 2014), ISBN 978-3-453-31497-9

#### Die Wächter-Romane (Sergei Lukjanenko nur als Co-Autor)
- Die Wächter – Licht & Dunkelheit (russ. Школьный надзор, 2013), ISBN 978-3-453-31651-5 (Co-Autor: Arkady Shushpanov)
- Die Wächter – Dunkle Verschwörung (russ. Печать сумрака, 2014), ISBN 978-3-453-31652-2 (Co-Autor: Ivan Kuznetsov)
- Die Wächter – Nacht der Inquisition (russ. Участковый, 2014), ISBN 978-3-453-31653-9 (Co-Autor: Alex de Klemesche)

#### Kurzgeschichten
- Die kurzen Wächter (russ. Мелкий дозор, 2007)
- Silvesterwächter (russ. Новогодний дозор, 2013)

#### Romane der Wächter-Welt von anderen Autoren
- Anderer unter anderen (russ. Иной среди иных, 2003), Autor: Vitalij Kaplan
- Das Antlitz schwarzer Palmira (russ. Лик чёрной Пальмиры, 2003), Autor: Wladimir Wassiljew
- Bewahrer des Chaos (Dt. Ausgabe 2009), Autor: Wladimir Wassiljew
- Die Zeit der Inversionen (russ. Время инверсий, 2014), Autor: Wladimir Wassiljew
- Die operative Reserve (russ. Оперативный резерв, 2015), Autor: Lyudmila Makarova
- Die Schattenwächter (russ. Теневой дозор, 2015), Autor: Arkady Shushpanov
- Die bunten Wächter (russ. Цветной дозор, 2016), Autor: Karina Schainyan

### Trilogien

#### Der Lord vom Planeten Erde (russ. Лорд с планеты Земля)
- (russ. Принцесса стоит смерти, 1990)
- (russ. Планета, которой нет, 1992)
- (russ. Стеклянное море, 1996)

#### Insel Rus (russ. Остров Русь)
- (russ. Сегодня, мама!, 1993)
- (russ. Остров Русь, 1993)
- (russ. Царь, царевич, король, королевич, 1993)

#### Die Linie der Träume (russ. Линия грёз)
- (russ. Линия грез, 1995)
- (russ. Императоры иллюзий, 1996)
- (russ. Тени снов, 1998)

#### Labyrinth der Spiegelungen (russ. Лабиринт отражений)
- Labyrinth der Spiegel (russ. Лабиринт отражений, 1996), ISBN 3-453-52775-5
- Der falsche Spiegel (russ. Фальшивые зеркала, 1998), ISBN 3-453-53372-0
- (russ. Прозрачные витражи, 2000)

### Zweiteiler (Dilogien)
- Ritter der Vierzig Inseln, Rytsari soroka ostrovov, bestehend aus:

- Die Ritter der vierzig Inseln, 2009, ISBN 3-453-26627-7, Рыцари сорока островов, Rytsari soroka ostrovov, 1990  (auch als Hörbuch, ISBN 978-3-8371-0076-1)
- Войны сорока островов, 1993 unvollendet

- Die Sterne sind kaltes Spielzeug, Звёзды – холодные игрушки, Zvjozdy – kholodnye igrushki, bestehend aus

- Sternenspiel, 2009, ISBN 3-453-52411-X, Звёзды – холодные игрушки (Zvjozdy – kholodnye igrushki), 1997
- Sternenschatten, 2009, ISBN 3-453-52553-1, Звёздная тень (Zvjozdnaja ten’), 1998

- Искатели неба (Himmelssucher) – bestehend aus

- Холодные берега (Kalte Ufer, 1998)
- Близится утро (Der Morgen naht, 2000)

- Геном (Genom) – bestehend aus:

- Геном (Genom, 1999)
- Das Schlangenschwert, 2007, ISBN 3-407-80993-X, Танцы на снегу (Tanzi na snegu – Tänze im Schnee), 2001

- Kurzgeschichte: Калеки (Die Krüppel, 2004)

- Черновик (Weltengänger) – bestehend aus

- Weltengänger, 2007 (2018 mit Weltengänger verfilmt), ISBN 3-453-52349-0, Черновик (Tschernowik – Rohschrift), 2005
- Weltenträumer, 2008, ISBN 3-453-52460-8, Чистовик (Tschistowik – Reinschrift), 2007

- Трикс – bestehend aus

- Trix Solier – Zauberlehrling voller Fehl und Adel, 2010, ISBN 978-3-407-81074-8, Недотёпа (Nedotjopa – Tölpel), 2009 (Kinder- und Jugendbuch)
- Trix Solier – Odyssee im Orient, 2012, ISBN 978-3-407-81108-0, Непоседа (Neposeda – Zappelphilipp), 2010

### Romane
- Der Herr der Finsternis, 2008, ISBN 3-407-81043-1, Мальчик и тьма (Malchik i Tjma – Der Junge und die Finsternis), 1994
- Осенние визиты (Herbstbesuche, 1996)
- Drachenpfade, 2009, ISBN 3-453-52737-2, Не время для драконов (Ne vremja dlja drakonov – Nicht die richtige Zeit für Drachen), 1997  (mit Nik Perumow)
- Spektrum, 2007, ISBN 3-453-52233-8, Спектр (Spectr – Spektrum), 2002
- Конкуренты (Die Konkurrenten, 2008)
- Quazi, 2017, ISBN 978-3-453-31852-6, КваZи (2016)

### Erzählungen
- Атомный сон (Der nukleare Traum, 1992)
- Восьмой цвет радуги (Achte Farbe des Regenbogens, 1992)
- Временная суета (1996)

### Hörbücher (Auswahl)
- 2007: Spektrum, Audible GmbH, ungekürzt 1359 min, gelesen von David Nathan
- 2009: Die Ritter der vierzig Inseln, Schall & Wahn, gekürzt 303 min, gelesen von Andreas Fröhlich
- 2009: Das Schlangenschwert, Hörcompany Schaack und Herzog oHG, gekürzt 866 min, gelesen von Heikko Deutschmann
- 2010: Sternenspiel (Sternenspiel 1), Audible GmbH, ungekürzt 943 min, gelesen von David Nathan
- 2011: Sternenschatten (Sternenspiel 2), Audible GmbH, ungekürzt 959 min, gelesen von David Nathan
- 2011: Labyrinth der Spiegel (Labyrinth der Spiegelungen 1), Random House Audio, ungekürzt 806 min, gelesen von Rainer Fritzsche
- 2012: Der falsche Spiegel (Labyrinth der Spiegelungen 2), Random House Audio, ungekürzt 933 min, gelesen von Rainer Fritzsche
- 2012: Wächter des Morgen, Random House Audio, ungekürzt 896 min, gelesen von Oliver Brod

## Filmografie (Auswahl)
- Wächter der Nacht – Nochnoi Dozor – Drehbuchautor (zusammen mit Timur Bekmambetow)
- Wächter des Tages – Dnevnoi Dozor – Drehbuchautor (zusammen mit Timur Bekmambetow und Alexandr Talal)

## Auszeichnungen
- 1993: Start, Preis für das beste Debüt mit "Атомный сон"
- 1995: Interpresscon, Preis für die beste Kurzgeschichte "Фугу в мундире"
- 1995: Rumatas Schwert, Preis für das beste heroisch-romantische Fantasy- und Science-Fiction Werk "Рыцари Сорока Островов"
- 1996: Interpresscon, Preis für die beste Kurzgeschichte
- 1997: Rumatas Schwert, Preis für das beste heroisch-romantische Fantasy- und Science-Fiction-Werk "Стеклянное море"
- 1998: Sigma-F, "Осенние визиты"
- 1998: Big Zilant, "Лабиринт отражений"
- 1999: Aelita-Preis, Preis für den Beitrag zur russischen Science-Fiction
- 1999: Strannik, "Ночной Дозор"
- 1999: Zwjozdnij Most, Zweiter Platz für Serien und Fortsetzungen "Фальшивые зеркала"
- 1999: Zwjozdnij Most, Zweiter Platz in der Kategorie bester Roman "Ночной Дозор"
- 2000: Interpresscon, Bester Roman "Фальшивые зеркала"
- 2000: Interpresscon, Fan-Preis "Геном"
- 2000: Zwjozdnij Most, Preis für die beste Serie oder die beste Fortsetzung zusammen mit Wladimir Wasiljew "Ночной Дозор"
- 2000: Zwjozdnij Most, Sonderpreis für Science-Fiction und Fantasy
- 2001: Gold RosCon, Preis für das beste Buch des Jahres 2000 zusammen mit Wladimir Wasiljew "Дневной Дозор"
- 2007: Corine, Bestes Kinder- und Jugendbuch "Das Schlangenschwert"
- 2008: Kurd-Laßwitz-Preis, Bester ausländischer Roman "Spektrum"
- 2010: Deutscher Phantastik Preis, Bester internationaler Roman "Die Ritter der 40 Inseln"

## Politische Ansichten
Lukjanenko bezieht in seinen Aussagen häufig eine Anti-Ukrainische Stellung. In Bezug auf die Euromaidan-Bewegung sagte er, dass eine erzwungene Änderung der nationalen Identität genau so schlimm wie eine erzwungene Geschlechtsumwandlung ist.
Er hat Autoren, die die Euromaidan-Bewegung unterstützen, gedroht, dass er eine Veröffentlichung deren Bücher ins Russische verhindern wird.
Des Weiteren hat er die Übersetzung seiner Bücher ins Ukrainische verboten.
Die Annexion der Krim 2014 hat er begrüßt.
In einem Facebook-Post vom 23. Februar 2022 unterstützte er auch den Angriff Russlands auf die Ukraine und die Unterdrückung von Protestbewegungen in Russland durch Putin. Im Oktober 2022 forderte der Journalist Anton Krasowski in einem Gespräch mit Lukjanenko, ukrainische Kinder, die sich negativ über Russland äußern, zu ertränken oder bei lebendigem Leibe zu verbrennen. Lukjanenko erwiderte, man solle die Kinder lediglich mit Gerten züchtigen.